# Pseudopiptadenia
Pseudopiptadenia là một chi thực vật có hoa trong họ Đậu.